# SN 2000av
SN 2000av – supernowa odkryta 10 marca 2000 roku w galaktyce A073828-0144. W momencie odkrycia miała maksymalną jasność 20,10m.